# Ашикага Јошихару
Ашикага Јошихару (1510-1550) био је 12. шогун из династије Ашикага (владао 1521-1546) која је током периода Сенгоку (1467-1600) изгубила стварну власт у корист локалних великаша (даимјо).

## Биографија
Шогун Јошихару је у току своје владавине (1521-1546) био обична марионета у рукама великаша из Кјота и околних провинција (Кинај): моћне породице Хосокава и Мијоши бориле су се за превласт у престоници и на шогуновом двору, док је сам шогун био без поседа, војске и стварне власти. Године 1529. шогун је био принуђен да постави Мијошијевог вазала Матсунага Хисахиде-а за гувернера Кјота. Пред крај живота принуђен је да абдицира у корист сина и умро је у изгнанству.
Шогун Јошихару имао је три сина:
- Јошитеру (1530-1565), 13. шогун Ашикага, покушао је да вештом дипломатијом, користећи великаше из провинција против оних у престоници, и хушкајући једне против других, поврати власт у Кјоту и околним провинцијама (Кинај). Због тих напора је убијен (19. маја 1565) у преврату који су извели клан Мијоши и Матсунага Хисахиде,[2][3]
- Јошиаки (1537-1597), који је у младости био монах Какеи у Нари, после братове смрти успео је да се спасе и затражи помоћ Ода Нобунаге, који је 1568. заузео Кјото и довео га на власт као 15. и последњег шогуна из династије Ашикага.[2][3]
- Суко, опат зен манастира у Кјоту, убијен је заједно са Јошитеруом у преврату 19. маја 1565.[3]